# 二宮清隆
二宮 清隆（にのみや きよたか、1959年（昭和34年） - ）は、日本の実業家。東北新社元社長。東北新社創業者植村伴次郎の娘婿である。

## 人物
広島県出身。1983年、博報堂入社。2000年、東北新社取締役。2010年、同社代表取締役副社長。2019年、同社代表取締役社長。2021年2月、東北新社役職員による総務省幹部接待問題が発覚し、同月26日付で二宮は引責辞任することになった。同社特別顧問に就任。